# Revenge of the Bridesmaids
Revenge Of The Bridesmaids (La Venganza de las Damas de Honor en España y Latinoamérica) es una película original de ABC Family dirigida por James Hayman, protagonizada por Raven-Symoné, Chryssie Whitehead, Joanna García y Virginia Williams.

## Sinopsis
Cuando las mejores amigas, Abigail (Raven-Symoné) y Parker (Joanna García) vuelven a su hogar del Sur para una visita, se enteran de que su amiga, Rachel (Chryssie Whitehead), ha perdido al amor de su vida, Tony, por su examiga Caitlyn (Virginia Williams), una cazafortunas. La intención es impedir el matrimonio sin amor, entonces Abigail y Parker van encubiertas como las damas de honor de Caitlyn para sabotear la boda, pero las cosas no siempre salen según lo planeado.

## Producción
La película se empezó a filmar en el mes de abril de 2010 en la ciudad de Nueva Orleans, LA y concluyó en mayo del mismo año. La película fue estrenada el 18 de julio de 2010.
En su noche de estreno, la película tuvo más de 2.5 millones de televidentes, colocándola en el Top 5 de la lista de estrenos de películas con mayor audiencia de ABC Family.
La película fue lanzada en DVD el 26 de abril de 2011. y el 18 de julio del mismo año en iTunes Store.

## Elenco
- Raven-Symoné como Abigail "Abi" Scanlon.[2]
- Joanna García como Parker Wald.[2]
- David Clayton Rogers  como Henry.[2]
- Virginia Williams como Caitlyn McNabb.[2]
- Chryssie Whitehead como Rachel.[2]
- Beth Broderick como Olivia McNabb.[2]
- Brittany Ishibashi como Bitsy.[2]
- Lyle Brocato como Tony.[2]
- Ann Mckenzie como Charlotte.[2]
- Angelena Swords como Ashlie.[2]
- Gary Grubbs como Lou Waul.[2]
- Billy Slaughter como Gary.[2]
- Jesse Moore como Dr. Peris[2]
- Kaysia Stove como Abigail (niña).[11]
- Audrey P. Scott como Caitlyn (niña).[2]

## Nominaciones
2011
- People's Choice Awards 2011 - Película familiar de TV favorita - Nominada[12]
- Premios de Excelencia en Diseño de Producción - Película de TV o Miniserie - Nominada[13]